# Museo Geológico Nacional José Royo y Gómez
El Museo Geológico Nacional "José Royo y Gómez" es un museo dedicado a la geología y a la paleontología, perteneciente al Servicio Geológico Colombiano (SGC). Su sede principal se encuentra ubicada en la ciudad de Bogotá y cuenta con pequeñas sedes en Cali y Medellín. Resguarda entre 40.000 y 50.000 piezas del patrimonio geológico y paleontológico, las cuales han sido recolectadas a lo largo de la historia de la investigación geológica del país El Museo se encarga no solo de la conservación y exposición de dichas piezas, sino también de la investigación en el campo geológico y paleontológico en Colombia, además de brindar apoyo a otras instituciones de carácter científico por medio de la asesoría de sus especialistas.

## Historia
El Museo fue fundado mediante el Decreto 2404 del 31 de diciembre de 1938 e inició su organización en abril de 1939. Su primer director fue el geólogo español José Royo y Gómez, quien organizó y catalogó por primera vez las colecciones de rocas, minerales y fósiles. A ser parte de diferentes expediciones en el país, el Dr. Royo y Gómez recolectó varias de las piezas más representativas con las que cuenta el museo. Una de esas expediciones fue la Comisión de Vertebrados, realizada entre 1944 y 1949, en la cual fueron descubiertos especímenes como el plesiosaurio Callawayasaurus colombiensis, el perezoso gigante Eremotherium laurillardi, el mono Cebupithecia sarmientoi y mamíferos particulares como el Miocochilius anomopodus.
La primera sede del Museo estuvo ubicada en el edificio La Flauta, en el centro de Bogotá, la cual abrió sus puertas al público en 1947. En 1962, se realiza el traslado de las colecciones a la sede actual, en las instalaciones del Servicio Geológico Colombiano ubicado en la esquina nororiental de la Ciudad Universitaria. En el año de 1995 es renombrado como "Museo Geológico José Royo y Gómez" en conmemoración del centenario del natalicio del Dr. José Royo y Gómez.

## Colecciones
- Fósiles.
- Rocas.
- Minerales.

## Sedes
- Cali: Fundada en el año 1991 por iniciativa del SGC. Su misión es coleccionar, conservar, estudiar y difundir el Patrimonio Geológico y Paleontológico del Valle del Cauca, para promover el acercamiento a las geociencias. Cuentan con una colección de más de 90 rocas y 100 minerales de diferentes tipos y cerca de 90 fósiles de animales vertebrados e invertebrados. Ofrecen visitas guiadas y actividades lúdicas sobre temas relacionados con la mineralogía y a la paleontología, para generar espacios de encuentro y esparcimiento en torno al conocimiento geocientífico de la región.[1]
- Medellín: Abrió sus puertas en el año 2000, luego de la donación de una colección de minerales y rocas que hizo la antigua zona minera de Medellín a la sede del SGC. Su misión es acercar a la ciudadanía a las geociencias, abordando en las visitas guiadas temas como la formación del universo, las galaxias, los cristales, los minerales, las rocas, la tectónica de placas, los fósiles, la evolución de los seres vivos y más.